# Adroa
Adroa é um dos deuses do panteão lubara, na África Central. Se apresenta de duas formas distintas: uma boa e uma má. É o criador do céu e da terra, e se torna visível àqueles que estão na iminência da morte.